# De mærkede
De mærkede er en amerikansk stumfilm fra 1920 af Raoul Walsh.

## Medvirkende
- Miriam Cooper som Doris Moore
- Helen Ware som Kate Fallon
- Vincent Serrano som Harry Leland
- William J. Ferguson som Pop Clark
- Stuart Sage som William Lake
- William B. Mack som Gordon Laylock
- Lincoln Plumer som Connelly
- Ethel Hallor som Flossie
- Lorraine Frost som Phyllis Lake
- Louis Mackintosh
- Amy Ongley som Christine
- Walter Lawrence som Finn
- J.C. King som George Bruce
- Eddie Sturgis som Skinny
- C.A. de Lima som Balke
- Bird Millman